# Faucon aplomado
Falco femoralis
Espèce
Statut CITES
Statut de conservation UICN

 LC  : Préoccupation mineure
Le Faucon aplomado (Falco femoralis) est une espèce de rapaces diurnes appartenant à la famille des Falconidae.

## Nomenclature
Il se nomme falcão-de-coleira en portugais, Aplomado Falcon en anglais, halcón aleto, halcón aplomado, halcón fajado ou halcón plomizo en espagnol.

## Description

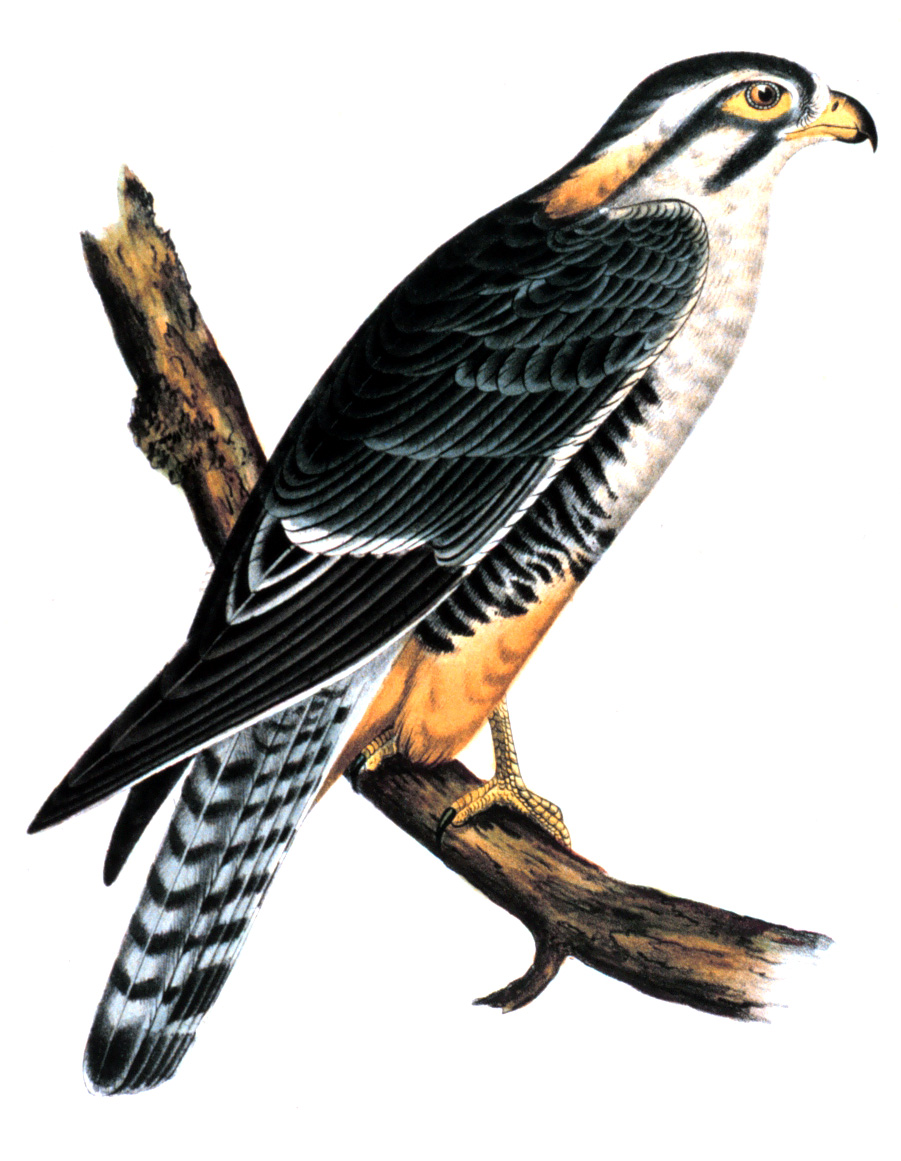
Illustration d'un faucon aplomado - 1859

Ce Falconidae présente une longueur de 30 à 40 cm, 90 cm d'envergure en moyenne, et un poids de 250 à 475 g.
Chez les adultes, la partie supérieure est noir bleu gris. La poitrine supérieure continue le blanc de la nuque; il possède des taches noires sur chaque côté en bas de la poitrine qui se rejoignent ; au-dessous des taches noires, le plumage du ventre et des cuisses sont cannelle clair. La queue est noire avec des barres fines blanches ou grises. Les juvéniles sont très similaires, mais ses parties supérieures et la bande du ventre sont noir brun, la poitrine est mêlée de noir, le blanc de la tête est beige, et le plumage cannelle est plus pâle.
Il peut se confondre avec le Falco rufigularis et le Falco deiroleucus, lesquels possèdent des caractéristiques similaires comme le mixte blanc noir sur le dessous mais ces espèces se distinguent du Falco peregrinus qui a la tête plus noire et le plumage du ventre davantage foncé.

## Habitat
Son habitat se situe dans des zones arides, près de petits points d'eau. Il s'alimente d'insectes, de petits vertébrés, spécialement des oiseaux. Il chasse dans les champs en feu, où beaucoup d'oiseaux s'enfuient. Au Brésil, cette espèce qui a été observée auprès du loup à crinière qui effraie certains oiseaux, en profite pour les chasser.

## Répartition
Il vit au Nord du Mexique, jusqu'au Sud de l'Amérique du Sud, mais il a disparu de beaucoup de lieux comme le Nord et le centre du Mexique excepté une petite aire de Chihuahua. Depuis les années 1950 et toujours encore actuellement il se trouve dans l'extrémité Sud-Ouest des États-Unis, et il fait l'objet d'une ré-introduction à l'Ouest du Texas. Il est apparu naturellement au Sud du Nouveau-Mexique, entre 2000 et 2005 et sa population est en progression.